# Língua sambal
Sambal ou Sambali é uma língua sambálica falada principalmente no Zambales, municípios de Santa Cruz, Candelaria, Masinloc, Palauig e Iba e no municípios Pangasinan de Infanta, tudo nas Filipinas; falantes também podem ser encontrados em Panitian, Quezon e Barangay Mandaragat ou Buncag de Puerto Princesa.

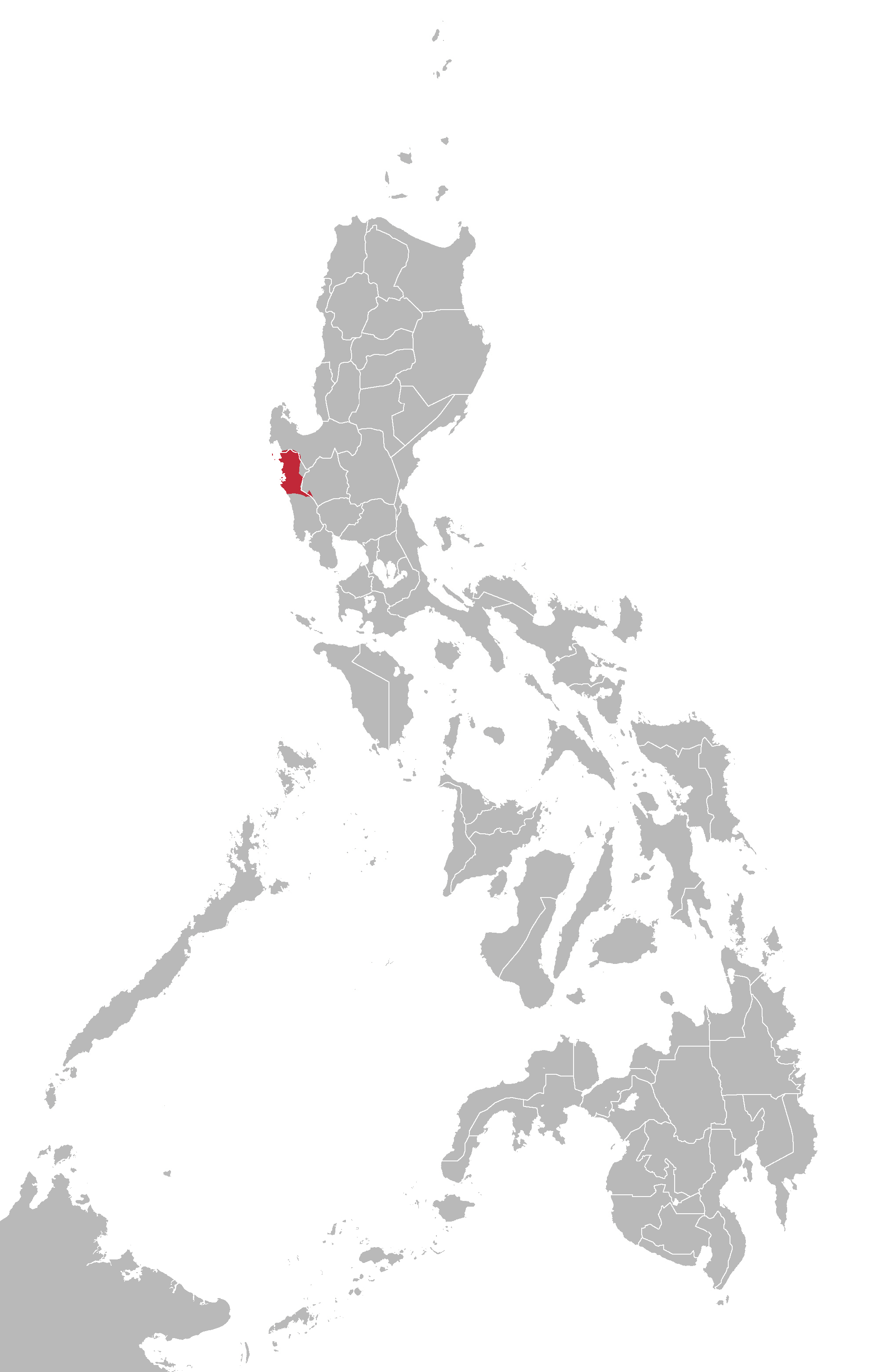
Onde o Sambal é falado

## Fonologia
Sambal tem 19 fonemas: 16 consoantes e somente 3 vogais. A estrutura de sílabas é relativamente simples.

### Vogais
Sambali tem apenas três sons vogais, que são:
- / a / an vogal não-arredondada anterior aberta
- / i / a vogal não-arredondada frontal
- / u / (escrita "o") vogal fechada arredondada não aproximante

Existem cinco ditongos principais: /aɪ/, /uɪ/, /aʊ/, /ij/, /iʊ/.

### Consoantes
Abaixo tabela das consoantes de Tina. Todas as oclusivas não são aspiradas. A velar nasal ocorre em todas as posições, incluindo no início de palavra.
|                |                | Bilabial | Dental | Palatal   | Velar  | Glotal  |
| Oclusiva       | Surda          | p        | t      |           | k      | (-) [ʔ] |
| Oclusiva       | Sonora         | b        | d      |           | g      |         |
| Africada       | Surda          |          |        | (ts) [tʃ] |        |         |
| Africada       | Sonora         |          |        |           |        |         |
| Fricativa      | Fricativa      |          | s      |           |        | h       |
| Nasal oclusiva | Nasal oclusiva | m        | n      |           | ng [ŋ] |         |
| Lateral        | Lateral        |          | l      |           |        |         |
| Vibrante       | Vibrante       |          | r      |           |        |         |
| Semivogal      | Semivogal      | w        |        | y [j]     |        |         |

Nota: As consoantes [d] e [ɾ] por vezes trocam entre si, pois eram alofones. Dy é pronunciado [dʒ], ny [ɲ], sy [ʃ], ty [tʃ].

### Tonicidade
A tonicidade é fonêmica em Sambal., sendo muito importante nas palavras diferenciando palavras com as mesmas grafias, mas com significados diferentes, por ex. hikó (eu) e híko (cotovelo).

### Mudanças históricas de sons
Muitas palavras pronunciadas com /s/ e /ɡ/ em Cebuano e Tagalo são pronunciadas com /h/ e /j/, respectivamente, em seus cognatos no Sambal. Comparem-se hiko e ba-yo com o tagalo siko e bago.

## Gramática

### Pronomes

#### Pronome singular comum
ang, 'yung (iyong) – yay hikon-mong, ya-rin hikon-moy
ng, n'ung (niyong) – nin kon-moyo
Sa – ha
Nasa – Ison ha (perto), Itaw ha (longe)

#### Pronome plural comum
ang mgá, 'yung mgá (iyong mgá) – yay + primeira letra de palavra plural + aw
(Ex.: yay bawbabayi – ang mga babae; yay lawlalaki – ang mga lalaki)
ng mgá, n'ung mgá (niyong mgá) – nin yay + primeira letra de palavra plural + aw
(Ex.: nin bawbabayi – ng mga babae, nin lawlalaki – ng mga lalaki)
sa mgá – ha primeira letra de palavra plural + aw (Ex.: habawbabayi – sa mga babae, halawlalaki – sa mga ki)
Nasa mga – Iti, ison, itaw + pronome

#### Pronome singular pessoal
Si – hi
Ni – Ni
Kay – Kun ni
na kay – hikun

#### Pronome plural pessoal
Sina – Hila
Nina – ni
Kina – Kun li
Nakina – Hikunla
Nota: Em uma conversa geral, “oi” geralmente é omitido ou contratado do pronome. Ex .: Hikunla tana hiya rin (sa kanla na lang iyan) é simplesmente "kunla tana" ya-rin ou ainda mais curto como "kunlay na rin".
Exemplo:
O homem chegou. Dumating ang lalaki:
1) Nakalato hiyay lalaki or nakalato ‘yay lalaki or ‘yay tawo .
2) Linu-mato hiyay lalaki; or
3) Lin’mato ‘yay lalaki or ‘yay tawo.
Yay (refere-se a objeto)
Hiyay (singular pessoa)
Hikamon (plural segunda pessoa)
Hilay (plural terceira pessoa)
Nakita ni Juan si Maria – Na-kit ni Juan hi Maria. "Juan viu Maria."
Notar que nas línguas filipinas, até mesmo os nomes das pessoas exigem um artigo.

#### Artigo plural nominal
Pupunta sina Elena at Roberto sa bahay ni Miguel.
Maku hila Elena tan Roberto ha bali ni Miguel.
Pupunta ako – maku-ko
Papunta – ma-mako
Punta – mako
Pumupunta – ampako
Pupuntahan – ampaku-tawan\makuku-son
"Helen e Robert vão para a casa de Miguel."
Nasaan ang mga aklat?
Ayti yay lawlibro?
Na kay Tatay ang mga susi.
Hikun niTatay yay sawsusi or ‘Kunni Tatay yay sawsusi
" Pai tem as chaves."
Malusog ang sanggol.
Maganda yay lalaman nya-nin makating/makalog.
" Aquele bebê é saudável."

#### Pronomes (Panghalip)
Pronomes pessoais são categorizados por caso. As formas indiretas também funcionam como o genitivo.
1º pessoa singular
Ako – hiko
Ko – ko
Akin – hikunko (forma curta - ‘kunko)
1º pessoa dual
Kita – ta, kunta
1º pessoa plural inclusivo
Tayo – hitamo ou ‘tamo
Natin – hikuntamo ou ‘kuntamo
Atin – hikuntamo ou ‘kuntamo
1º pessoa plural exclusivo
Kami – hikami or ‘kami
Namin – mi
Amin – hikunmi or ‘kunmi
2º pessoa singular
ikáw – hika
mo – mo
iyó – hikunmo or ‘kunmo
2º pessoa plural
Kayo – hikamo or ‘kamo
Ninyo –moyo
Inyo – hikunmoyo or ‘kunmoyo
3º pessoa singular
Siya – hiya
Niya – naya
Kaniya – hikunnaya or ‘kunnaya
3º pessoa plural
Silá – hila
Nilá – la
Kanilá – hikunla or ‘kunla
Exemplos:
Sulat is hulat (Masinloc) or sulat (Sta. Cruz)
Sumulat ako. Humulat ko or Sumulat ko.
"Eu escrevi."
Sinulatan ako ng liham. Hinulatan nya hiko or hinulatan nya’ ko.
"Ele/ela me escreveu uma carta." Hinomulat ya ‘kunko, nanulat ya kunko, or hinulatan mya ko.
Ibibigay ko sa kaniyá. Ebi ko ‘kunna (hikuna).
" Eu darei a ele/ la."
Os pronomes genitivos seguem a palavra que eles modificam. Os pronomes oblíquos podem tomar o lugar do pronome genitivo, mas precedem a palavra que modificam.
Ang bahay ko. Yay bali ko.
Ang aking bahay. Yay ‘kunkon bali.
"Minha casa."

### Termos interrogativos
Sambal      –  Tagalog – português
Ayri/Ayti        - Saan      – onde
Anya             - Ano        - o que
Anta/Ongkot      - Bakit      - por que
hino             - sino        - quem
nakano        -kailan       - quando

## Textos

### Provérbio nacional filipino
Below is a translation in Sambal of the Philippine national proverb “He who does not acknowledge his beginnings will not reach his destination,” followed by the original in Tagalog.
- Sambal: “Hay kay tanda mamanomtom ha pinangibatan, kay maka-lato ha ampako-taw-an.”
- Tagalo: “Ang hindi marunong lumingon sa pinanggalingan ay hindi makararating sa paroroonan.”

### Pain Nosso

#### Conforme Mateus
Ama mi an ison ha langit,

sambawon a ngalan mo.

Ma-kit mi na komon a pa-mag-ari mo.

Ma-honol komon a kalabayan mo iti ha lota

a bilang anamaot ison ha langit.

Biyan mo kami komon nin

pa-mangan mi para konan yadtin awlo;

tan patawaron mo kami komon ha kawkasalanan mi

a bilang anamaot ha pa-matawad mi

konlan ampagkasalanan komi.

Tan komon ando mo aboloyan a matokso kami,

nokay masbali ipa-lilih mo kamin kay makagawa doka,

ta ikon moy kaarian, kapangyarian tan karangalan a homin

panganggawan. Amen.

#### Conforme Lucas
Ama mi, maipatnag komon a banal mon kapangyarian.

Lomato ana komon an awlon sikay mag-ari.

Biyan mo kamin pa-mangan mi sa inawlo-awlo.

Inga-rowan mo kami sa kawkasalanan mi bilang

pa-nginganga-ro mi konlan nagkasalanan komi

tan ando mo kami aboloyan manabo sa tokso.

Wamoyo.

### Numeração
Um= a`sa
Dois = luwa
Três= tulo
Quatro= a`pat
Cinco= lima
Seis= a`num
Sete= pito
Oito= walo
Nove= siyam
Ten= mapulo

### Expresões comuns
kay ko tanda / tanda ko= Não sei / Sei (português) = hindi ko alam / alam ko (tagalo)
papo = avós (português) = lola/lolo (tagalo)
kaka = irmã(o) ou primo(a) (português) = ate/kuya/pinsan (tagalo)
kay ko labay / labay ko = Não gosto / Gosto (português) = hindi ko gusto / gusto ko (tagalo)
murong tamoy na= vamos pra casa/voltar (português) = uwi/balik na tayo (tagalo)
hadilap = amanhã (português) = bukas (tagalo)
hawanin = hoje/agora (português) = ngayon (tagalo)
naapon = ontem (português) = kahapon (tagalo)
ya = sim (português) = oo (tagalo)
ka`i = não (português) = hindi (tagalog)

## Nome
Sambal também teve o nome Tina ou Tina Sambal que foi usado por pesquisadores do Summer Institute of Linguistics (SIL) em 1976–1979. Esse nome é considerado pejorativo por muitas pessoas Sambal pois significa 'alvejante', um trocadilho na língua botolan. Sambals would not normally recognize the reference.